# Сорокина, Валентина Васильевна
Валентина Васильевна Сорокина (27 февраля 1936 — 11 января 2022) — советский работник сельского хозяйства, свинарка совхоза «Аксубаевский», Герой Социалистического Труда.

## Биография
Родилась 27 февраля 1936 года в пос. Михайловка Аксубаевского района Татарской АССР.
После окончания семилетней школы, в годы Великой Отечественной войны, пошла трудиться на лесозаготовки. После войны перешла работать в совхоз «Большевик» свинаркой. Задания VIII пятилетки выполнила за 3,5 года, став лучшей свинаркой района. Работала в IX и X пятилетках. До 1985 года Сорокина работала свинаркой в совхозе «Аскубаевский», затем, с вводом в строй Аксубаевского свинокомплекса, стала работать там в цехе откорма — вплоть до 1991 года, когда вышла на пенсию.
Занималась общественной деятельностью, избиралась депутатом Верховного Совета РСФСР, членом райкома КПСС и обкома партии. Имела троих сыновей.
Скончалась 11 января 2022 года.

## Награды
- 23 декабря 1976 года В. В. Сорокиной было присвоено звание Героя Социалистического Труда с вручением ордена Ленина.
- Награждена орденом Трудового Красного Знамени (1971), орденом Ленина (1973) и медалями.